# Fréchet-Aure
Fréchet-Aure é uma comuna francesa na região administrativa de Occitânia, no departamento dos Altos Pirenéus. Estende-se por uma área de 3,4 km². Em 2010 a comuna tinha 13 habitantes (densidade: 3,8 hab./km²).